# Pseudophisma diatonica
Pseudophisma diatonica är en fjärilsart som beskrevs av Heinrich Benno Möschler 1880. Pseudophisma diatonica ingår i släktet Pseudophisma och familjen nattflyn. Inga underarter finns listade.